# Liste der Baudenkmäler in Reichertshofen

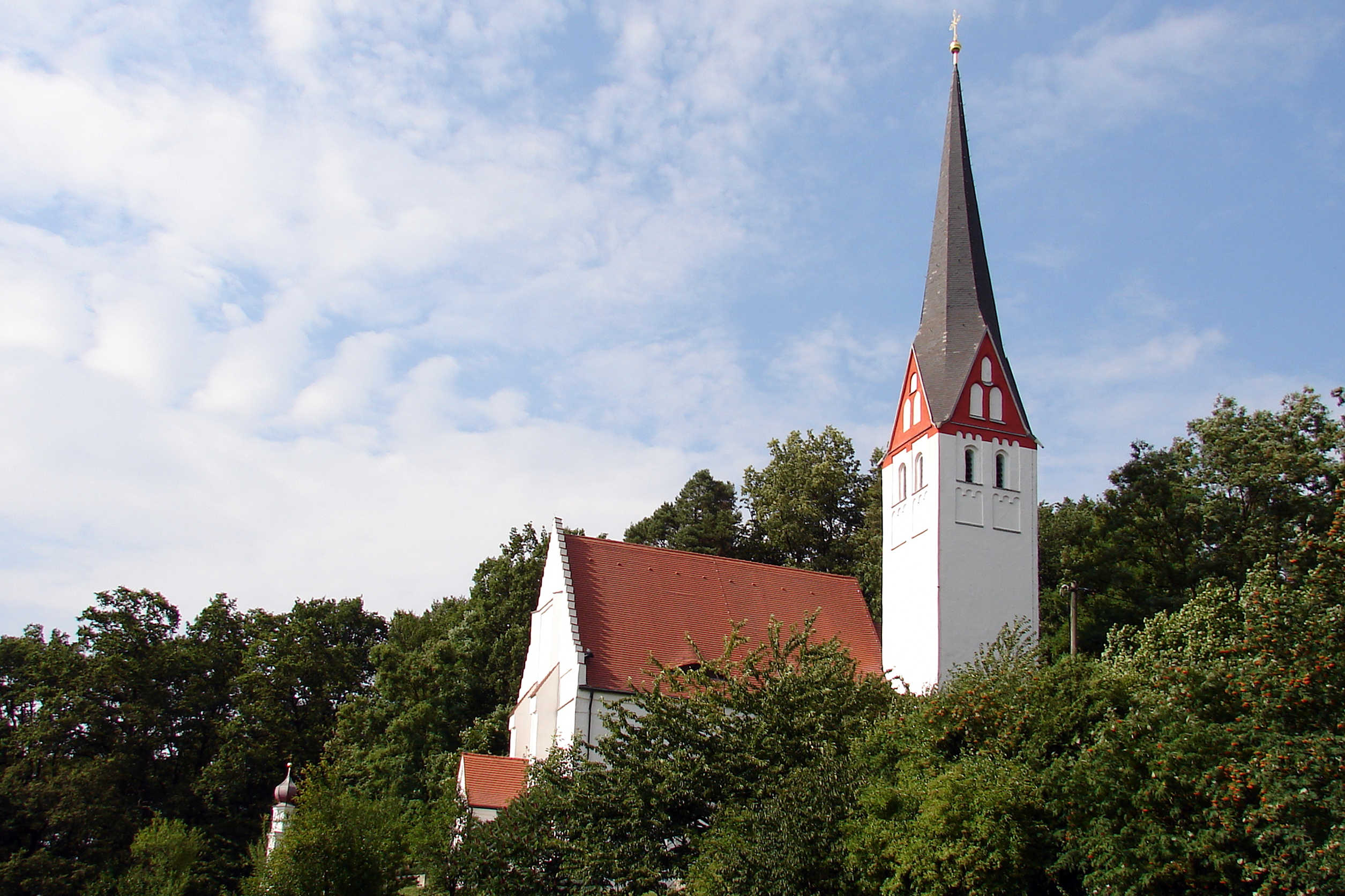
Wallfahrtskirche St. Kastulus

Auf dieser Seite sind die Baudenkmäler in dem oberbayerischen Markt Reichertshofen zusammengestellt. Diese Tabelle ist eine Teilliste der Liste der Baudenkmäler in Bayern. Grundlage ist die Bayerische Denkmalliste, die auf Basis des Bayerischen Denkmalschutzgesetzes vom 1. Oktober 1973 erstmals erstellt wurde und seither durch das Bayerische Landesamt für Denkmalpflege geführt wird. Die folgenden Angaben ersetzen nicht die rechtsverbindliche Auskunft der Denkmalschutzbehörde.

## Ensembles

### Ensemble Weiler Sankt Kastl

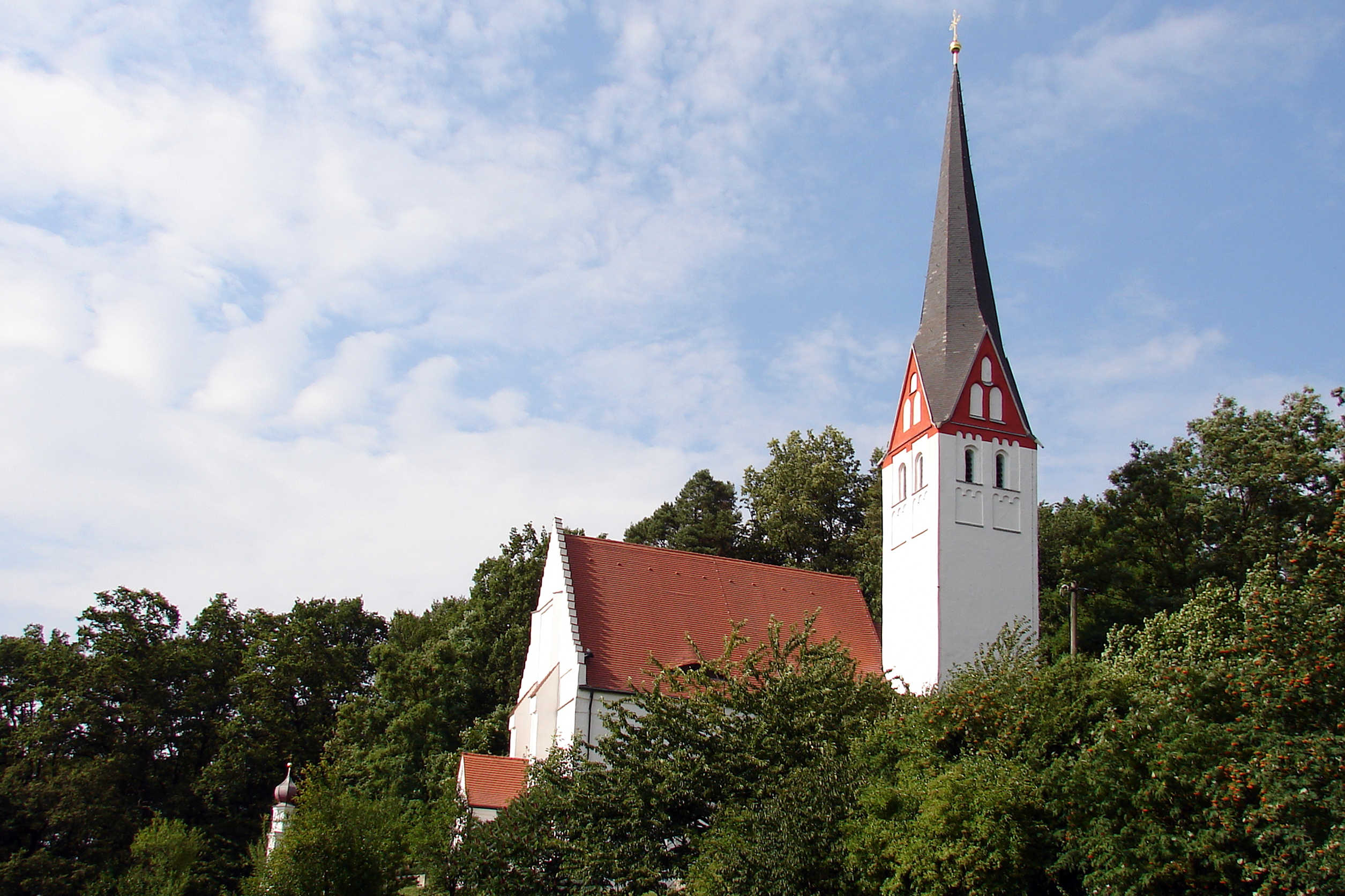

Das Ensemble umfasst den in einer kleinen Rodung liegenden von Waldsäumen an drei Seiten eingefassten Weiler Sankt Kastl mit seiner spätgotischen Wallfahrtskirche und der kleinen barocken Kapelle. 
Nachdem der römische Märtyrer St. Kastulus der Legende nach einem Hirten erschienen war und dessen erkranktes Vieh geheilt hatte, entstand um 1470 auf dem Kastlberg die Kastulus-Wallfahrt. Sankt Kastl war jahrhundertelang Zentrum der Verehrung des Hl. Kastulus als Hallertauer Hirten- und  Viehpatron; die 1447 geweihte Kastuluskirche, beherrschend am oberen Rand der Lichtung gelegen, dürfte eine ältere Kirche ersetzt haben. Um den Bau gruppieren sich locker im steil abfallenden Gelände die eigentliche Wallfahrtskapelle aus dem 17. Jahrhundert und drei bäuerliche Anwesen, Satteldachbauten des 18./19. Jahrhunderts, meist erneuert, die von Wiesen und Hopfengärten umgeben sind.
Aktennummer: E-1-86-147-1

## Baudenkmäler nach Gemeindeteilen

### Reichertshofen
| Lage                              | Objekt                                         | Beschreibung | Akten-Nr.     | Bild                             |
| --------------------------------- | ---------------------------------------------- | --- | ------------- | -------------------------------- |
| Bürgerau (Standort)               | Grenzstein des ehemaligen Amtes Reichertshofen | 16. Jahrhundert; am Südostrand der Bürgerau | D-1-86-147-13 | BW                               |
| Bürgerau (Standort)               | Grenzstein des ehemaligen Amtes Reichertshofen | 16. Jahrhundert; am Südrand der Bürgerau | D-1-86-147-12 | weitere Bilder                   |
| Herrnstraße 3/5 (Standort)        | Ehemals Gasthof                                | zweigeschossiger, giebelständiger Steilsatteldachbau mit Putzfassung, Bodenerker und nördlichem Traufseitflügel, 17. Jahrhundert, Seitenflügel, 2. Hälfte 19. Jahrhundert | D-1-86-147-1  | Ehemals Gasthof                  |
| Herrnstraße 7 (Standort)          | Pfarrhaus                                      | zweigeschossiger, verputzter Halbwalmdachbau mit Mittelrisalit und geschweiftem Zwerchgiebel, in barockisierenden Formen, 1913 | D-1-86-147-2  | weitere Bilder                   |
| Herrnstraße 19 (Standort)         | Ehemals Bauernhaus                             | zweigeschossiger, verputzter Halbwalmdachbau mit Mittelrisalit und geschweiftem Zwerchgiebel, in barockisierenden Formen, 1913 | D-1-86-147-3  | Ehemals Bauernhaus               |
| Ingolstädter Straße 13 (Standort) | Friedhofskapelle                               | verputzter, offener Pfeilerbau mit Zeltdach und Figurennische, barock; mit Ausstattung | D-1-86-147-4  | Friedhofskapelle                 |
| Johannisstraße (Standort)         | Holzfigur St Johann Nepomuk                    | farbig gefasst, Mitte 18. Jahrhundert, 1951 von der Paarbrücke hierher transferiert | D-1-86-147-5  | Holzfigur St Johann Nepomuk      |
| Johannisstraße 22 (Standort)      | Ehemals Kleinbauernhaus                        | erdgeschossiger giebelständiger Steilsatteldachbau, Mitte 19. Jahrhundert | D-1-86-147-6  | Ehemals Kleinbauernhaus          |
| Marktmühle 5 (Standort)           | Wohnhaus der ehemaligen Marktmühle             | zweigeschossiger Flachwalmdachbau mit reicher Putzgliederung und Eisenbalkon über Treppe, Neurenaissance, 2. Hälfte 19. Jahrhundert | D-1-86-147-7  | BW                               |
| Marktstraße 7 (Standort)          | Katholische Pfarrkirche St. Margaretha         | Saalkirche mit Flachsatteldach, eingezogenem Rechteckchor und seitlichem Turm mit Spitzhelm, ehemals Polygonalchor des Vorgängerbaus östlich jetzt als Werktagskapelle an das Langhaus angeschlossen, Langhaus und Chor mit flachen Holzdecken, ehemals Chor mit stuckierter Stichkappentonne, ehemals Chor und Turm 1472, Chor 1731–66 barockisiert, Kirchenneubau in sachlich modernen Formen von Thomas Wechs, 1930/31; mit Ausstattung | D-1-86-147-8  | weitere Bilder                   |
| Marktstraße 8 (Standort)          | Wohn- und Geschäftshaus                        | schmaler, zweigeschossiger und giebelständiger Steilsatteldachbau mit Schweifgiebel, 18. Jahrhundert | D-1-86-147-10 | Wohn- und Geschäftshaus          |
| Schloßgasse 5 (Standort)          | Ehemals Schulhaus, jetzt Rathaus               | dreigeschossiger, traufseitiger Steilsatteldachbau mit geschweiften Giebeln und flachem Mittelrisalit mit geschweiftem Giebel, 1903, Untergeschosse und Keller im Kern vom ehemals kurfürstlichen Schloss des 17. Jahrhunderts; Rest der Schlossbefestigung mit zwei Schalentürmen (einer jetzt Kapelle), Backsteinmauerwerk, teilweise verputzt, spätmittelalterlich                                                                      | D-1-86-147-11 | Ehemals Schulhaus, jetzt Rathaus |
| Stockau 9 (Standort)              | Ehemals Papier-, später Roggenmühlengebäude    | langgestreckter, zweigeschossiger und gegliederter Putzbau mit Mansardhalbwalmdach, im nachbarocken Stil, um 1826; Getreidesilo, mehrgeschossiger Stahlbetonskelettbau mit mehrfach gebrochenem Mansarddach und bekrönendem Turmaufsatz, 1919/20 | D-1-86-147-29 | weitere Bilder                   |

### Sankt Kastl
| Lage                     | Objekt                                    | Beschreibung | Akten-Nr.     | Bild           |
| ------------------------ | ----------------------------------------- | --- | ------------- | -------------- |
| Sankt Kastl 2 (Standort) | Katholische Wallfahrtskirche St. Kastulus | verputzte Saalkirche mit getrepptem Steilgiebel im Westen, eingezogenem Chor mit Dreiseitschluss und südlichem Chorflankenturm mit Spitzhelm, Langhaus mit Stichkappentonne und westlicher Empore und Chor mit Netzgewölbe, spätgotisch, 1447 geweiht, Fensterumgestaltung 1670, Stichkappentonne im Langhaus 1776; mit Ausstattung | D-1-86-147-18 | weitere Bilder |
| Sankt Kastl 3 (Standort) | Wallfahrtskapelle                         | verputzter Satteldachbau mit dreiseitigem Chorschluss, Ädikulaportal mit gesprengtem Segmentgiebel und Giebeldachreiter mit Zwiebelhaube, barock, um 1665; mit Ausstattung | D-1-86-147-19 | weitere Bilder |
| Sankt Kastl 5 (Standort) | Hakenhof                                  | Bauernhaus, erdgeschossiger, giebelständiger Satteldachbau mit durchfenstertem Kniestock, 2. Hälfte 19. Jahrhundert; Nebengebäude, erdgeschossiger, traufseitiger Satteldachbau, gleichzeitig | D-1-86-147-21 | Hakenhof       |

### Weitere Gemeindeteile
| Lage                                           | Objekt                                              | Beschreibung | Akten-Nr.     | Bild                            |
| ---------------------------------------------- | --------------------------------------------------- | --- | ------------- | ------------------------------- |
| Agelsberg Kreisstraße PAF 21 (Standort)        | Grenzstein des ehemaligen Pflegamtes Reichertshofen | Kalkstein, bezeichnet 1522; ehemals bei der Straßengabel Winden-Langenbruck, heute an der Kreisstraße zwischen Reichertshofen und Agelsberg | D-1-86-147-28 | weitere Bilder                  |
| Hög Forststraße 28 (Standort)                  | Katholische Pfarrkirche St. Nikolaus                | Saalkirche mit Satteldach, eingezogenem Rechteckchor und seitlichem Turm mit Satteldach und Blendgliederung, Langhaus und Chor mit Tonnengewölben, im Kern gotisch, 14./15. Jahrhundert, barocke Umgestaltung 1690; mit Ausstattung              | D-1-86-147-14 | weitere Bilder                  |
| Hög Pfarrer-Otto-Burger-Straße 1 (Standort)    | Ehemaliger Pfarrhof                                 | zweigeschossiger Satteldachbau mit Lisenengliederung in Ecklage, Gesims, 1906; Waschhaus, erdgeschossiger Satteldachbau mit Holzlege, gleichzeitig.                                                                                              | D-1-86-147-32 | BW                              |
| Langenbruck Gambacher Straße 6 (Standort)      | Eingeschossiges Kleinbauernhaus                     | erdgeschossiger, giebelständiger Satteldachbau, 1. Viertel 19. Jahrhundert | D-1-86-147-16 | Eingeschossiges Kleinbauernhaus |
| Langenbruck Pfarrer-Höfler-Straße 4 (Standort) | Katholische Pfarrkirche St. Katharina               | verputzter Satteldachbau mit Bogenfries und Chorturm mit Satteldach, flachgedecktes Langhaus und eingezogener Chor mit Tonnengewölbe, spätromanisch, 14./15. Jahrhundert, Umgestaltung und Erweiterung 18. Jahrhundert und 1925; mit Ausstattung | D-1-86-147-15 | weitere Bilder                  |
| Langenbruck Pörnbacher Straße 9 (Standort)     | Ehemaliges Gasthaus                                 | zweigeschossiger, giebelständiger Satteldachbau mit Schweifgiebel und östlichem Nebenflügel mit Schopfwalmdach, 18./19. Jahrhundert, zum Teil verändert                                                                                          | D-1-86-147-17 | Ehemaliges Gasthaus             |
| Starkertshofen Windsberg (Standort)            | Grenzstein des ehemaligen Amtes Reichertshofen      | 16. Jahrhundert; im Wäldchen südwestlich des Ortes | D-1-86-147-24 | weitere Bilder                  |
| Starkertshofen Starkertshofen 24 (Standort)    | Katholische Filialkirche St. Jakobus                | verputzte Saalkirche mit Satteldach, dreiseitigem Chorschluss und südlichem Chorflankenturm mit oktogonalem Aufsatz und Spitzhelm, Innenraum flachgedeckt, 17. Jahrhundert; mit Ausstattung                                                      | D-1-86-147-22 | weitere Bilder                  |
| Winden am Aign Vogelau (Standort)              | Grenzstein des ehemaligen Amtes Reichertshofen      | 16. Jahrhundert; ehemals östlich der Flur Baarer Schlag | D-1-86-147-27 | BW                              |
| Winden am Aign Wendenstraße 2 (Standort)       | Katholische Kapelle                                 | verputzter Satteldachbau mit Dreiseitschluss und Fassadenturm mit Spitzhelm, innen flachgedeckt, um 1900; mit Ausstattung | D-1-86-147-25 | Katholische Kapelle             |

## Ehemalige Baudenkmäler
In diesem Abschnitt sind Objekte aufgeführt, die früher einmal in der Denkmalliste eingetragen waren, jetzt aber nicht mehr. Objekte, die in anderem Zusammenhang also z. B. als Teil eines Baudenkmals weiter eingetragen sind, sollen hier nicht aufgeführt werden. Aktennummern in diesem Abschnitt sind ehemalige, jetzt nicht mehr gültige Aktennummern.

| Lage                                                  | Objekt                                         | Beschreibung                                                 | Akten-Nr.     | Bild |
| ----------------------------------------------------- | ---------------------------------------------- | ------------------------------------------------------------ | ------------- | ---- |
| Winden am Aign zwischen Bürgerau und Baarer Schlag () | Grenzstein des ehemaligen Amtes Reichertshofen | 16. Jahrhundert; ehemals zwischen Bürgerau und Baarer Schlag | D-1-86-147-26 |      |